# بحالی
بحالی (به انگلیسی: Behali) یک روستا در پاکستان است که در متیهل واقع شده‌است.